# Onofre Tolosa Alsina

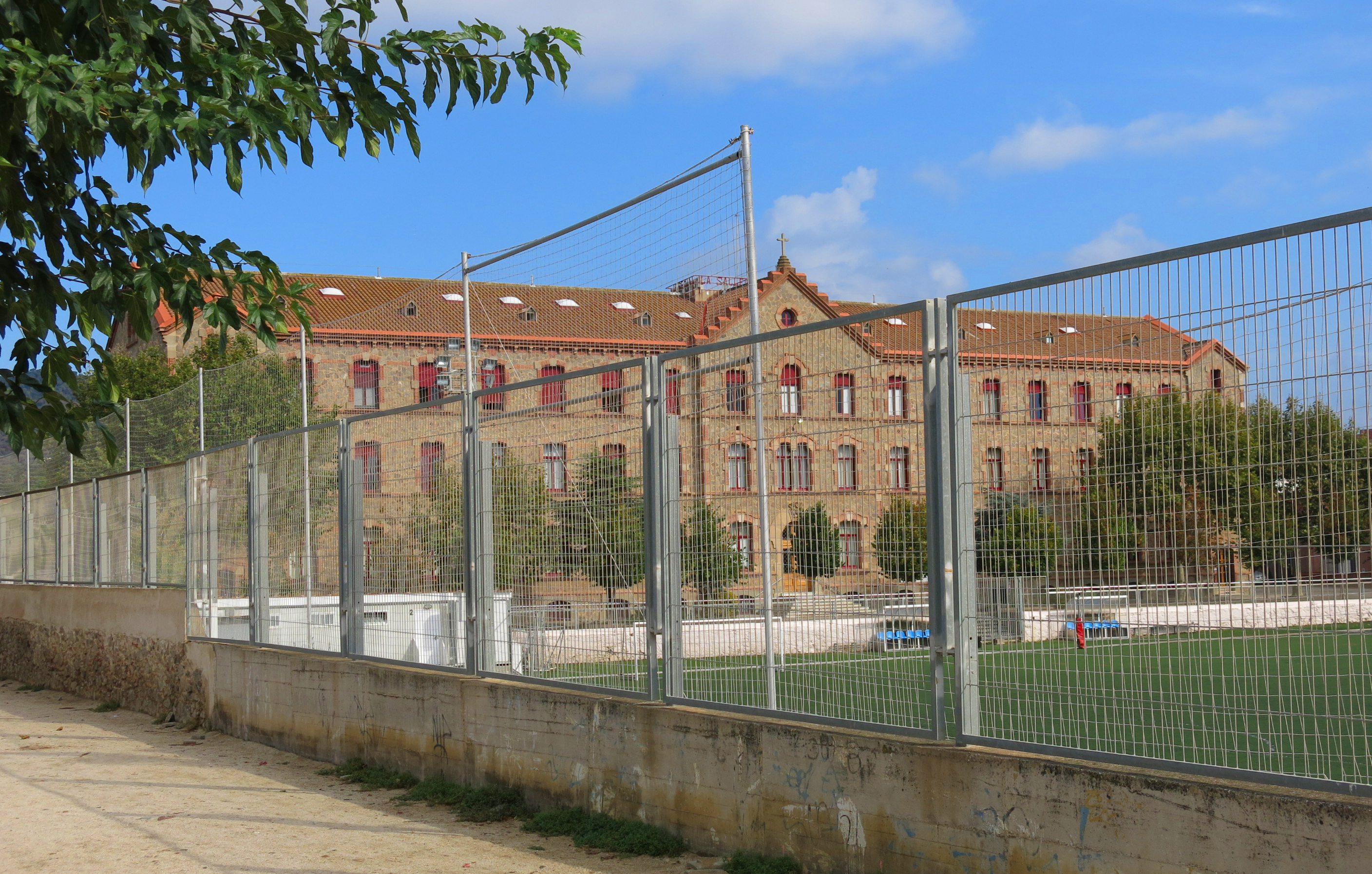
Col·legi La Salle de Premià de Mar on va viure el Beat Onofre.

Onofre Tolosa Alsina (Cassà de la Selva, 31 de gener del 1880 - Vidreres, 25 d'agost de 1936), Salvi de nom de pila, va ser un germà de les Escoles Cristianes de La Salle. Assassinat a la guerra civil espanyola, és considerat un màrtir que fou beatificat per l'Església Catòlica.
Fill de Josep Tolosa, de Llambilles, i de Rita Alsina, de Cassà de la Selva va ser batejat el 2 de febrer. Va ingressar en el noviciat menor de Bugedo (Burgos) dels germans de les escoles cristianes de La Salle el gener de 1894. El 1896 va fer el noviciat i prendre el nom religiós d'Onofre.
Va estar successivament les escoles de Sant Feliu de Guíxols, Manlleu i Benicarló. En 1910 i durant diversos anys va ser mestre a l'escola gratuïta que tenia el noviciat de La Salle de Premià de Mar. Després va ésser nomenat director d'Arenys de Mar. Va estar-se un temps a Barcelona i el 1922 esdevingué sotsdirector a Manlleu. Nomenat director de Roquetes, s'hi va estar fins a 1926.
Després, durant quatre anys, va ésser director de les Corts, també a Barcelona. Va estar també a Cambrils, Tarragona i Manlleu, en repòs, perquè la salut se li havia ressentit. La seva darrera destinació va ésser l'Escola La Salle Bonanova de Barcelona, on ajudava en les tasques de comptabilitat.
Quan va esclatar la guerra Civil espanyola el 1936 des del col·legi de la Bonanova va córrer a refugiar-se al seu poble natal de Cassà de la Selva, amb el seu germà. Vist el caire dels esdeveniments, per prevenció, es dirigí a Llagostera per refugiar-se a casa de la seva àvia. El comitè de Llagostera el va reconèixer tan bon punt el va veure, el va detenir i l'afusellaren a la carretera de Llagostera a Vidreres (Girona) el 25 d'agost de 1936. Acabada la Guerra, el seu cos va poder ésser recuperat de la fossa comú i enterrat a la capella martirial de la Casa La Salle de Sant Martí Sesgueioles (Barcelona), amb la resta de germans màrtirs Lasalians.
Va ésser beatificat el 28 d'octubre de 2007 a Roma amb 498 màrtirs beats d'aquell dia, on també hi havia un nombrós grup de 58 germans de les escoles cristianes.